# Dupla fecundação

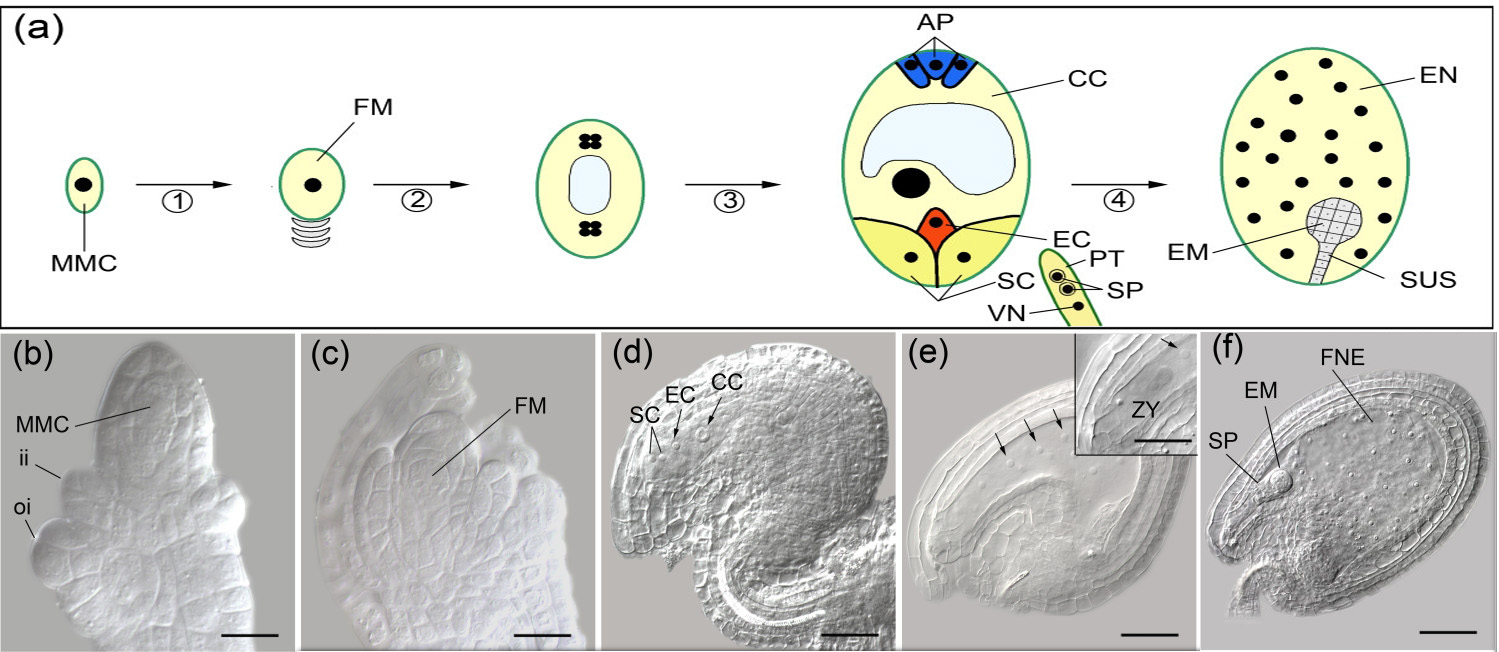
(a) Esquema mostrando a ontogenia do gametófito feminino e o desenvolvimento inicial do embrião e endosperma na dupla fecundação em Arabidopsis. — Legenda: MMC célula-mãe do megásporo diploide; (1) meiose (1); FM megásporo haplóide funcional; (2) três mitoses não seguidas de citocinese formando um sincício com 8 núcleos; (3) migração dos núcleos dentro do sincício, formação das paredes celulares e diferenciação, formando um saco embrionário contendo 7 células e 8 núcleos; EC oosfera; SC duas sinérgides no pólo micropilar; AP três células antípodais no pólo calazal; CC uma célula central vacuolizada com dois núcleos polares; PT tubo polínico; SP dois núcleos generativos no tubo polínico; VN núcleo vegetativo do tubo polínico; (4) as três células antipodais degeneram e ocorre a dissolução de uma das células sinérgides após a entrada do tubo polínico, ao mesmo tempo que os dois núcleos generativos se unem, de forma independente, à osfera e aos núcleos polares. Na fase final a estrutura fica constituída pelo EM embrião; EN endosperma triploide dado o processo de dupla fecundação; e SUS o suspensor do embrião. (b-f) Micrografias de seções transversais de óvulos correspondentes aos eventos representativos descritos anteriormente. Nas imagens, ii indica o tegumento interno e oi indica o tegumento externo do óvulo. As divisões mitóticas (mostradas com setas em (e) do núcleo triploide formado após a fusão de um núcleo generativo com os dois núcleos polares levam ao desenvolvimento de um endosperma sincicial, denotado por FNE, conforme mostrado em (f).

Representação esquemática das partes da flor no início do processo de polinização.

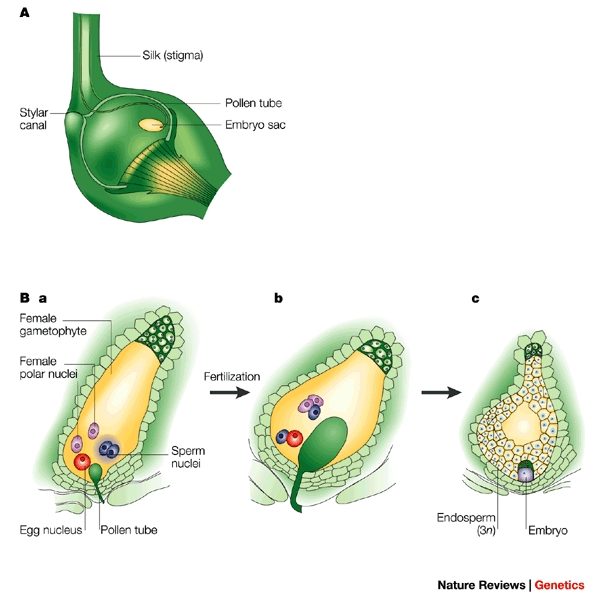
Representação esquemática da dupla fecundação durante a polinização.

Estrutura esquemática do saco embrionário: oosfera (amarelo), células sinérgides (laranja), célula central com dois núcleos polares (verde-claro) e células antipodais (verde-escuro).

Dupla fecundação (ou dupla fertilização) é a forma típica de fecundação entre as angiospermas, processo no qual o grão de pólen, que contém dois núcleos haplóides (com n cromossomas), fertiliza em simultâneo a oosfera e os núcleos polares do saco embrionário. Neste processo, um destes núcleos fertiliza a oosfera, e dá origem ao embrião, enquanto o segundo se funde com os núcleos polares da célula central do saco embrionário e dá origem ao albúmen, um tecido triploide (com 3n cromossomas) da semente usado para nutrir o embrião..

## Descrição
A dupla fecundação é um mecanismo complexo fertilização, típico das plantas com flor (divisão Magnoliophyta ou Angiospermae), pelo qual um dos núcleos geradores do gametófito masculino (o grão de pólen) se funde com a oosfera, para dar origem ao zigoto (diplóide), enquanto o segundo núcleo generativo se funde com núcleos polares da célula central do saco embrionário para dar origem ao núcleo triploide a partir do qual o endosperma da semente se desenvolve. Na sua totalidade, o processo envolve a união de um gametófito feminino (o megagametófito, no caso o saco embrionário) com dois gâmetas masculinos (espermatozóides) contidos no grão de pólen.

### Mecanismo de fertilização
O processo da dupla fecundação inicia-se quando um grão de pólen adere ao estigma do pistilo, a estrutura reprodutora feminina da flor. Em contacto com a superfície do estigma, depois de ultrapassados os mecanismos bioquímicos de reconhecimento e de controlo da autopolinização, o grão de pólen absorve humidade e inicia um processo de germinação, formando um tubo polínico que se estende para baixo em direcção ao ovário, crescendo através do estilete. Após o alongamneto, a ponta do tubo polínico entra no ovário e penetra pela abertura do micrópilo no óvulo (nos raros casos em que ocorre calazogamia, a penetração faz-se pela calaza). Ao atingir o interior do saco embrionário o tubo polínico liberta os dois núcleos espermáticos no interior do megagametófito.
Entre as angiospermas, o gametófito feminino não fertilizado, ou saco embrionário, é geralmente composto por 8 núcleos haplóides distribuídos por sete células na forma [(2+1) + 2 + 3] (ver o esquema ao lado, de cima para baixo), ou seja: 2 núcleos nas células sinérgides; um núcleo na oosfera (o ovum); os 2 núcleos polares na célula central; e 3 núcleos nas células antipodais. Nesta estrutura, a célula central do saco embrionário é aquela que contém dois núcleos, os chamados núcleos polares. A célula reprodutora do saco embrionário é a oosfera ou óvulo.
Por seu lado, o gametófito masculino contido no grão de pólen é formado, no momento da polinização, por três núcleos: um núcleo vegetativo e dois núcleos geradores.
Completada a penetração do tubo polínico no saco embrionário, um dos núcleos geradores provenientes do pólen fertiliza o óvulo e o outro espermatozóide combina-se com os dois núcleos polares da grande célula centraldo megagametófito. O material genético do núcleo haplóide do pólen e do núcleo haplóide da oosfera funde-se para formar um zigoto diplóide, num processo designado por singamia, enquanto o outro espermatozóide e os dois núcleos polares haplóides da grande célula central do megagametófito fundem-se e formam um núcleo triploide (por fusão tripla). Algumas plantas podem formar núcleos poliplóides. Após a fecundação, a grande célula triploide do gametófito multiplica-se e dá origem ao endosperma, um tecido rico em nutrientes que fornece nutrição para o embrião em desenvolvimento e, nalguns casos, à fase inicial de crescimento da plântula. Enquanto o saco embrionário dá origem à semente, os tecidos do ovário, em seu redor, transforma-se no fruto, que protege as sementes e pode funcionar como mecanismo para a sua dispersão.
Os dois núcleos maternos da célula central (os núcleos polares) que contribuem para o endosperma, surgem por mitose do mesmo produto meiótico único que deu origem ao ovo. A contribuição materna para a constituição genética do endosperma triploide é assim dupla em relação à sua contribuição para o embrião.
Num estudo realizado em 2008 utilizando como organismo modelo a espécie Arabidopsis thaliana, tanto a migração dos núcleos masculinos dentro do gâmeta feminino como a fusão com os núcleos femininos foi documentada pela primeira vez usando recolha de imagem in vivo. Alguns dos genes envolvidos no processo de migração e fusão também foram determinados.

### Dupla fecundação nas Gnetopsida
Até recentemente, acreditava-se que o fenómeno da fertilização dupla era exclusivo das angiospermas, mas recentemente a fertilização dupla foi encontrada nos géneros Ephedra e em Gnetum, dois géneros de plantas com semente (espermatófitas) que não produzem flor incluídas na classe Gnetopsida. Estudos de filogenia comparativa sobre o genoma de Gnetum gnemon revelaram que as gnetófitas estão mais intimamente relacionadas com as Pinophyta (coníferas) do que com as angiospermas. A rejeição da hipótese antófita, que postulava que as gnetófitas e as angiospermas eram táxons irmãos, permite especular que o processo de dupla fecundação é um produto da evolução convergente e surgiu independentemente entre as gnetófitas e as angiospermas.
Contudo, apesar das semelhanças, o processo de dupla fecundação documentado na reprodução sexual das gnetófitas é bem mais rudimentar. A ocorrência desta modalidade de fecundação foi documentada nos géneros  Ephedra e Gnetum, taxa pertencente às Gnetophyta, um pequeno grupo de plantas de semente nua tradicionalmente integradas nas gimnospermas ns quais formam um clado satélite.
Na espécie Ephedra nevadensis, um único espermatozóide binucleado é depositado na célula-ovo. Após o evento de fertilização inicial, o segundo núcleo do espermatozóide é desviado para fertilizar um núcleo de um óvulo adicional que se encontra alojado no citoplasma da célula-óvulo. Na maioria das outras plantas com sementes, esse segundo núcleo do canal ventral é em geral funcionalmente inútil.
Em Gnetum gnemon existem numerosos núcleos haploides livres no citoplasma do gametófito feminino. Após a penetração do gametófito feminino maduro pelo tubo polínico, o citoplasma feminino e os núcleos livres movem-se posicionando-se de forma a circundar o tubo polínico. No fim deste processo, os dois núcleos são libertados da célula espermática binucleada do pólen que então se unem aos núcleos livres do óvulo para produzir dois zigotos viáveis.
Num processo que apresenta características homólogas em Ephedra e Gnetum, em ambos os géneros o segundo evento de fertilização produz um embrião diplóide adicional. Este embrião supranumerário é posteriormente abortado, levando à formação de apenas um embrião maduro.
Ao contrário do que ocorre entre as angiospermas, o produto de fertilização adicional netas plantas não nutre o embrião primário, pois nelas o gametófito feminino é responsável pelo fornecimento de nutrientes. Assim, o processo mais primitivo de fertilização dupla nestas gimnospermas resulta em dois núcleos diplóides encerrados na mesma célula-ovo. Isso difere marcadamente do que ocorre nas plantas com flor, nas quais resulta na separação da célula-ovo e endosperma.

### Dupla fecundaçãoin vitro
A dupla fecundação in vitro é frequentemente usada para estudar as interacções moleculares, bem como outros aspectos da fusão de gâmetas em plantas com flor. Um dos maiores obstáculos no desenvolvimento do processo de dupla fertilização in vitro entre gâmetas masculinos e femininos é o confinamento do esperma no tubo polínico e do óvulo no saco embrionário. Uma fusão controlada do óvulo e do esperma já foi conseguida em papoulas.
A germinação polínica, com entrada do tubo polínico no óvulo e subsequentes processos de fertilização dupla foram observados ocorrendo normalmente in vitro. Na verdade, a técnica já foi usada para obter sementes em várias plantas com flor e foi popularmente designada por polinização em tubo de ensaio.

### Estruturas e funções ancilares
Megagametófito
O gametófito feminino, o megagametófito, que participa da fertilização dupla nas angiospermas é designado por saco embrionário. Aquela estrutura desenvolve-se dentro do óvulo, envolvido pelo ovário na base de um carpelo. Ao redor do megagametófito estão um ou dou tegumentos (dando orgem a estruturas unitégmicas e ditégmicas), que contêm uma abertura designada por micrópilo.
O megagametófito, que geralmente é haplóide, origina-se da divisão do megásporo, a célula-mãe diplóide, também designada por megasporócito. A sequência de eventos subsequente varia, dependendo da espécie em particular, mas na maioria das espécies, os eventos ocorrem pela seguinte ordem: o megasporócito sofre uma divisão celular meiótica, produzindo quatro megásporos haplóides, dos quais apenas um sobrevive; o megásporo sobrevivente passa por três divisões mitóticas sucessivas, resultando em sete células com oito núcleos haplóides (a célula central tem dois núcleos, os núcleos polares); a extremidade inferior do saco embrionário consiste na célula-ovo haplóide posicionada no meio de duas outras células haplóides, designadas por sinérgides, que actuam na atracção e orientação do tubo polínico no seio do megagametófito através do micrópilo; na extremidade superior do megagametófito formam-se três células, designadas por células antipodais.
Microgametófito
Os gametófitos masculinos, ou microgametófitos, que participam na fertilização dupla estão contidos nos grãos de pólen. Aquelas estruturas desenvolvem-se dentro dos microsporângios, ou saco polínico, das anteras dos estames.
Cada microsporângio contém células-mãe diplóides, os microsporos ou microsporócitos. Cada microsporócito sofre meiose, formando quatro micrósporos haplóides, cada um dos quais pode eventualmente se desenvolver num grão de pólen. Um micrósporo sofre mitose e citocinese para produzir duas células separadas, a célula geradora e a célula tubular. Essas duas células, além da parede do esporo, constituem o grão de pólen imaturo.
À medida que o gametófito masculino amadurece, a célula geradora passa para a célula tubular e a célula geradora sofre mitose, produzindo dois espermatozóides. Assim que o grão de pólen amadurece, as anteras abrem, libertando o pólen. O pólen é levado para o pistilo de outra flor, pelo vento ou por polinizadores animais, e depositado no estigma.
À medida que o grão de pólen germina, a célula tubular produz o tubo polínico, que se alonga e se estende pelo estilete do carpelo até ao ovário, onde seus espermatozóides são liberados no megagametófito. A fertilização dupla prossegue a partir daqui.

## Descoberta da dupla fecundação
A fertilização dupla foi descoberta em 1898 pelo botânico russo Sergei Gavrilovich Navashin, que à época trabalhava no jardim botânico da Universidade de Kiev (na actual Ucrânia). A mesma descoberta foi feita, independentemente, por Léon Guignard, trabalhando em França.
Os estudos iniciais que conduziram às primeiras observações da dupla fecundação utilizaram as espécies Lilium martagon e Fritillaria tenella e foram executados usando o clássico microscópio óptico. Devido às limitações do microscópio óptico, ficaram contudo muitas questões sem resposta quanto ao processo de fertilização dupla. No entanto, com o desenvolvimento do microscópio electrónico, muitas das questões acabaram por ser esclarecidas.
Mais notavelmente, as observações feitas pelo grupo de William A. Jensen mostraram que os gâmetas masculinos não apresentam  parede celular e que a membrana plasmática dos gâmetas está localizada próximo da membrana plasmática da célula que os cerca dentro do grão de pólen.